# Niphargus costozzae
Niphargus costozzae is een vlokreeftensoort uit de familie van de Niphargidae. De wetenschappelijke naam van de soort is voor het eerst geldig gepubliceerd in 1935 door Schellenberg.